# Geitodoris sticta
Geitodoris sticta is een slakkensoort uit de familie van de Discodorididae. De wetenschappelijke naam van de soort is voor het eerst geldig gepubliceerd in 1996 door Miller.